# Quế Mỹ
Quế Mỹ là một xã thuộc huyện Quế Sơn, tỉnh Quảng Nam, Việt Nam.

## Địa lý
Xã Quế Mỹ nằm ở phía đông huyện Quế Sơn, có vị trí địa lý:
- Phía đông giáp huyện Thăng Bình
- Phía tây giáp xã Quế Thuận
- Phía nam giáp huyện Thăng Bình
- Phía bắc giáp thị trấn Hương An và các xã Quế Phú, Quế Xuân 2.

Xã Quế Mỹ có diện tích 39,45 km², dân số năm 2019 là 9.430 người, mật độ dân số đạt 239 người/km².

## Lịch sử
Ngày 1 tháng 12 năm 1983, Hội đồng Bộ trưởng ban hành quyết định số 141-HĐBT. Theo đó, chia xã Quế Mỹ thành hai xã Quế Mỹ và Quế Cường.
Ngày 16 tháng 4 năm 1988, Hội đồng Bộ trưởng ban hành Quyết định số 63-HĐBT. Theo đó, đổi tên xã Quế Mỹ thành xã Phú Thọ.
Ngày 8 tháng 4 năm 2008, Chính phủ ban hành Nghị định số 42/2008/NĐ-CP. Theo đó, điều chỉnh 180 ha diện tích tự nhiên và 959 người của xã Quế Cường về xã Hương An mới thành lập.
Sau khi điều chỉnh địa giới hành chính, xã Quế Cường còn lại 1.095 ha diện tích tự nhiên và 4.210 người.
Trước khi sáp nhập, xã Phú Thọ có diện tích 27,11 km², dân số là 5.483 người, mật độ dân số đạt 202 người/km². Xã Quế Cường có diện tích 12,34 km², dân số là 3.947 người, mật độ dân số đạt 320 người/km².
Ngày 10 tháng 1 năm 2020, Ủy ban Thường vụ Quốc hội ban hành Nghị quyết số 863/NQ-UBTVQH14 về việc sắp xếp các đơn vị hành chính cấp xã thuộc tỉnh Quảng Nam (nghị quyết có hiệu lực từ ngày 1 tháng 2 năm 2020). Theo đó, tái lập xã Quế Mỹ trên cơ sở sáp nhập toàn bộ diện tích và dân số của hai xã Phú Thọ và Quế Cường.

## Hành chính
Xã Quế Mỹ (Còn được gọi là xã Phú Thọ) hiện nay có 05 thôn: An Phú, Đông Nam, Tây Nam, Phước Chánh, Phước Phú Đông.